# Puycasquier
 Puycasquier  es una población y comuna francesa, ubicada en la región de Mediodía-Pirineos, departamento de Gers, en el distrito de Auch y cantón de Auch-Nord-Est.

## Demografía
| 800 | 693 | 757 | 718 | 814 | lac. | 810 | 752 | 735 | 741 | 724 | 708 | 759 | 760 | 744 | 694 | 605 | 619 | 634 | 562 | 534 | 533 | 552 | 571 | 542 | 549 | 506 | 507 | 468 | 431 | 436 | 424 |
| Para los censos de 1962 a 1999 la población legal corresponde a la población sin duplicidades (Fuente: INSEE [Consultar]) |     |     |     |     |      |     |     |     |     |     |     |     |     |     |     |     |     |     |     |     |     |     |     |     |     |     |     |     |     |     |     |